# Bataille d'Haram
La bataille d'Haram ou de Chramon (aujourd'hui Bačka Palanka) oppose les forces du royaume de Hongrie dirigées par le roi Étienne II de Hongrie à l'empereur byzantin Jean II Comnène en 1128 (ou 1125) dans l'actuelle Serbie. La bataille se termine en une défaite majeure pour les Hongrois.

## Contexte
Jean II est marié à Piroska, une princesse hongroise. Cela l'implique dans les luttes dynastiques du royaume de Hongrie. En donnant l'asile à Álmos, un prétendant aveuglé au trône de Hongrie, Jean suscite les suspicions du roi Étienne II. Jean refuse une demande d'Étienne de lui livrer Álmos. Les Hongrois dirigés par leur souverain traversent alors la frontière du Danube et envahissent les provinces balkaniques byzantines. La plupart des sources situent ces évènements en 1127 pour une fin en 1129. Toutefois, une chronologie alternative a été proposée situant l'attaque hongroise et les représailles byzantines en 1125 avec une reprise des hostilités en 1126,. Les Hongrois attaquent Belgrade, Niš et Sofia. Jean qui se trouve près de Philippopolis en Thrace contre-attaque avec le soutien d'une flottille opérant sur le Danube.

## Bataille

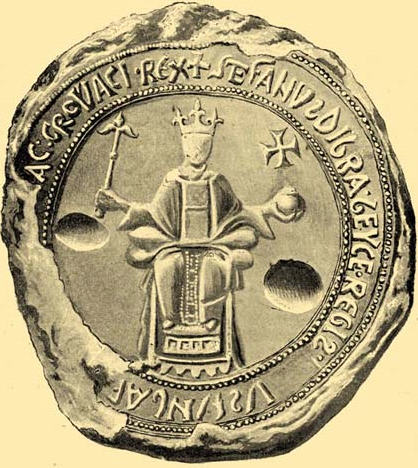
Sceau d'Étienne II de Hongrie.

Les détails de la campagne sont peu précis. Jean II parvient à vaincre les Hongrois et leurs alliés serbes à la forteresse d'Haram ou de Chramon, située près de l'actuelle Bačka Palanka sur la rive hongroise du Danube. L'armée hongroise dirigée par un certain Setephel (Étienne est alors malade) s'y est retranchée pour défendre la ligne du Danube. L'historien byzantin Jean Cinnamus décrit l'emploi par Jean II d'une ruse pour permettre à son armée de traverser la rivière. Il envoie un groupe de mercenaires composé de « chevaliers ligures » (des Lombards) et de Turcs (probablement des archers à cheval) faire planer la menace d'une traversée en amont tandis qu'il reste sur la rive en face d'Haram avec le reste de l'armée. La ruse est un succès alors que son armée traverse la rivière à Haram en bateaux. L'empereur prend place sur une trirème impériale. La traversée d'une rivière défendue par l'adversaire est l'une des opérations militaires les plus exigeantes. L'armée byzantine doit faire preuve d'une grande discipline et est soutenue par des archers ainsi que par des projectiles lancées par les navires impériaux. Une fois débarquée sur la rive hongroise du Danube, la cavalerie byzantine disperse les forces hongroises. La plupart des soldats hongrois sont tués avec l'écroulement d'un pont qu'ils traversent alors qu'ils fuient devant les Byzantins. Ces derniers prennent Haram et d'autres positions fortifiées hongroises dans la région. Enfin, ils réunissent un vaste butin. L'action est décrite comme une « bataille sanglante » et une grande défaite pour les Hongrois.

## Conséquences
Après sa victoire sur les Hongrois, Jean II lance un raid punitif contre les Serbes. Ces derniers se sont alliés aux Hongrois, ce qui représente une menace pour les Byzantins. De nombreux prisonniers sont faits et sont transportés à Nicomédie en Asie Mineure pour servir de colons militaires. Cette action a pour but d'intimider les Serbes et de les soumettre (la Serbie est au moins formellement un protectorat byzantin) ainsi que de renforcer la frontière byzantine en Orient face aux Seldjoukides. Les Serbes sont contraints de reconnaître à nouveau la suzeraineté byzantine.
En Hongrie, la défaite à Haram sape l'autorité d'Étienne II qui fait face à une sérieuse révolte quand deux comtes du nom de Bors et Ivan se proclament rois. Les deux sont finalement vaincues, Ivan est décapité et Bors s'enfuit en territoire byzantin.
Finalement, Étienne reprend les hostilités, peut-être dans le but de réaffirmer son autorité en attaquant la forteresse frontalière byzantine de Braničevo, qui est immédiatement reconstruite par Jean. Après quelques succès militaires byzantins, la paix est restaurée. Cinnamus mentionne une retraite byzantine avant que la paix ne soit signée, ce qui indique que la campagne n'est pas à sens unique. Toutefois, les Hongrois mentionnent en accord avec Choniatès, qu'Étienne est de nouveau vaincu et est de fait contraint de négocier la paix selon les termes des Byzantins. Ces derniers confirment leur contrôle sur Braničevo, Belgrade et Zemun et ils recouvrent la région de Sirmium (appelée Frangochorion par Choniatès) aux mains des Hongrois depuis les années 1060. Le prétendant hongrois Almos meurt en 1129, mettant fin à la principale source de tension entre les deux États.